# Nicolas Brieger
Nicolas Brieger (* 23. März 1943 in Berlin) ist ein deutscher Schauspieler und Regisseur (Schauspiel und Oper).

## Leben

### Ausbildung und Schauspiellaufbahn
Nicolas Brieger wuchs in seiner Geburtsstadt Berlin auf. Nach dem Abitur studierte er zunächst Theater- und Literaturwissenschaften an der Freien Universität Berlin. 1962 begann er eine Ausbildung im Schauspielstudio von Marlise Ludwig, wo auch Klaus Kinski, Cornelia Froboess und Gottfried John zu den Studenten zählten. Sein Debüt gab Brieger 1963 am Schillertheater neben Sabine Sinjen in Frank Wedekinds Frühlings Erwachen. Auf Engagements am Renaissance-Theater neben Grete Mosheim und Peter Mosbacher und an der Schaubühne am Halleschen Ufer folgte ein Festvertrag in Nürnberg (1968–1972). In der Folgezeit arbeitete er als Schauspieler für Theater und Film in ganz Deutschland.
Briegers erste Fernseh-Hauptrolle hatte er neben Sonja Ziemann und Heinz Bennent in dem Film Alle hatten sich abgewandt (1969), der in Israel gedreht wurde. In den 1970er und 1980er Jahren wirkte Nicolas Brieger in zahlreichen Fernsehfilmen und -serien mit, u. a. in Produktionen von Edgar Reitz, Vivian Naefe, Eberhard Itzenplitz, Karin Brandauer, Wim Wenders, Hartmut Griesmayr, Carlo Rola, Kaspar Heidelbach und in mehreren Tatorten. In Welcome to Vienna, dem dritten Teil von Axel Cortis Film-Trilogie Wohin und zurück spielte er eine Hauptrolle neben Gabriel Barylli.
2009 war er in Genf im Bâtiment des Forces Motrices (BFM) auch als Schauspieler zu sehen: als Kommandant in Conversations à Rechlin von François Dupeyron, unter dessen Regie auch der gleichnamige Film entstand. Ab September 2014 nahm Nicolas Brieger seine Karriere als Schauspieler mit Ibsens Baumeister Solness (Regie: Ingo Kerkhoff) in Wiesbaden wieder auf.
Im Juni 2021 spielte er am Staatstheater Wiesbaden die Titelrolle in König Lear (Regie: Uwe-Eric Laufenberg).
Im Sommer 2025 spielte er bei den Festspielen Reichenau im Südbahnhotel in Shakespeares Ein Sommernachtstraum (Regie: Maria Happel) die Doppelrolle Theseus/Oberon.

### Karriere als Regisseur
Nach einer Assistenz bei Giorgio Strehler in Salzburg entstanden erste eigene Regieversuche. In den 1970er und 1980er Jahren war er als Schauspieler und zunehmend als Regisseur in Köln, Basel und Bremen tätig, wo das Schauspiel mit seinen Regiearbeiten zum Theater des Jahres gewählt wurde. Am Berliner Schillertheater brachte er unter Intendant Boy Gobert Lulu, Carlo Goldonis Trilogie der Ferienzeit, mit Schauspielern wie Barbara Petritsch, Christiane Leuchtmann und Friedhelm Ptok, Edward Bonds Gerettet mit Schauspielern wie Martin Held, Gisela Uhlen und Angelica Domröse heraus. Mehrfach wurden Briegers Inszenierungen für das Berliner Theatertreffen nominiert, an der Hochschule der Künste Berlin erhielt er eine Professur für die Fachrichtung Schauspiel.
1988 übernahm Brieger die Schauspieldirektion am Nationaltheater Mannheim, die er bis 1992 innehatte und mit Inszenierungen wie Heinrich von Kleists Das Käthchen von Heilbronn oder der Trilogie der Ferienzeit von Carlo Goldoni zu einer vielbeachteten Bühne machte. Am Nationaltheater Mannheim hatte Brieger 1986 auch sein Debüt als Opernregisseur mit Der Zwerg von Alexander von Zemlinsky, 1988 folgte Mozarts Die Hochzeit des Figaro in einer eigenen deutschen Librettofassung. Neben weiteren Schauspielinszenierungen, die u. a. in München, Hamburg, Frankfurt, Bochum, Basel und Wien entstanden, wurde er mehr und mehr von großen internationalen Opernhäusern als Musiktheaterregisseur engagiert.
In den 1990er Jahren entstanden Aufführungen in Paris, Brüssel und Wien, für die Staatsoper Unter den Linden in Berlin (u. a. Busonis Die Brautwahl und die Uraufführung von Elliott Carters What next? zusammen mit Von heute auf morgen von Arnold Schönberg sowie Richard Strauss’ Der Rosenkavalier), für Frankfurt und Leipzig. Intendant Klaus Zehelein holte Brieger dreimal an die Stuttgarter Oper, in Amerika inszenierte er Saint François d’Assise von Olivier Messiaen als Eröffnung der Intendanz von Pamela Rosenberg in San Francisco. Für das Theater an der Wien entstand mit dem Dirigenten Bertrand de Billy Mozarts Idomeneo, der nachfolgend auch in Barcelona und in der Antrittspielzeit von Intendantin Simone Young in Hamburg neu einstudiert wurde. Intendant David Pountney übertrug ihm für seine ersten Bregenzer Festspiele die Wiederentdeckung zweier Kurt-Weill-Opern. Eine feste Zusammenarbeit verbindet Brieger mit dem Grand Théâtre de Genève und dem Dirigenten Armin Jordan. Außerdem entstanden 1999 und 2003 wieder Schauspielinszenierungen am Wiener Burgtheater.
2006/07 eröffnete Nicolas Brieger die neue Intendanz der Staatsoper Hannover mit Verdis Otello, inszenierte in Mannheim Mozarts Don Giovanni als Koproduktion mit Genf sowie die Barockoper Il Giustino von Giovanni Legrenzi, eine musikalische Ausgrabung von Thomas Hengelbrock, für die Schwetzinger Festspiele. Die Inszenierung wurde von der Zeitschrift Opernwelt zur Wiederentdeckung des Jahres gewählt. Es folgten 2007/2008 Inszenierungen an der Hamburgischen Staatsoper und der Münchner Staatsoper (Doktor Faust zur Eröffnung der Münchner Opernfestspiele). Im November 2008 folgte in Zürich Bohuslav Martinůs Griechische Passion, 2009 am Wiener Burgtheater Thomas Bernhards Der Schein trügt und Salome in Genf. In der Spielzeit 2009/10 inszenierte Brieger in Mannheim Johann Christian Bachs Amadis des Gaules; 2010/11 folgte Mozarts Così fan tutte für die Deutsche Oper am Rhein und Krieg und Frieden von Sergei Prokofjew in Köln. Für die Opéra du Rhin in Straßburg erarbeitete er im Januar 2014 mit dem Fliegenden Holländer seine erste Oper von Richard Wagner. Beim Mannheimer Mozartsommer im Rokokotheater Schwetzingen kam im Juli 2014 Mitridate, re di Ponto mit drei Countertenören heraus (Musikalische Leitung: George Petrou). 2015 folgte eine Operninszenierung am Theater Basel (Médée/Charpentier mit Magdalena Kožená). Zur Spielzeiteröffnung 2015 inszenierte er im Großen Haus des Staatstheaters Wiesbaden Shakespeares Hamlet. 2016 inszenierte er La traviata am Hessischen Staatstheater Wiesbaden. Gleichfalls am Staatstheater Wiesbaden inszenierte Brieger 2018 Nathan der Weise und Don Giovanni. 2019 folgte dort die Inszenierung der Oper Der Rosenkavalier.
Anfang Juni 2021 inszenierte in einer Produktion der Bayerischen Staatsoper im Münchner Cuvilliéstheater die Uraufführung von Miroslav Srnkas Oper Singularity. Anfang Oktober 2021 hatte seine Inszenierung von Schillers Wallenstein im Großen Haus des Staatstheaters Wiesbaden Premiere. Zur Eröffnung der Internationalen Maifestspiele 2023 in Wiesbaden inszenierte Brieger die beiden Alterswerke von Leoš Janáček, Die Sache Makropulos und Aus einem Totenhaus, die erstmalig gemeinsam an einem Opernabend gezeigt wurden.
Für seine künstlerische Arbeit prägend war die Zusammenarbeit mit den Bühnenbildnern Hans Dieter Schaal und Raimund Bauer, den Dirigenten Daniel Barenboim und Armin Jordan sowie den Intendanten Pamela Rosenberg, Klaus Bachler und Klaus Zehelein.
Brieger lebt in Wien und arbeitet vor allem in Deutschland, Österreich und in der Schweiz.

## Rollen als Theaterschauspieler
- Onkel Wanja von Anton Tschechow (Astrow) in Frankfurt
- Amphitryon von Heinrich von Kleist (Jupiter), Kammerspiele München
- Die Wildente von Henrik Ibsen (Gregers Wehrle), Schauspielhaus Zürich
- Baumeister Solness von Henrik Ibsen (Halvard Solness), Staatstheater Wiesbaden
- König Lear von William Shakespeare (Lear), Staatstheater Wiesbaden
- Ein Sommernachtstraum von William Shakespeare (Theseus/Oberon), Festspiele Reichenau

## Inszenierungen

### Schauspiel
- John Gabriel Borkman von Henrik Ibsen (1999), Transdanubia dreaming von Bernhard Studlar (UA) (2003), Die Probe von Lukas Bärfuss (ÖEA) (2007), Der Schein trügt von Thomas Bernhard – Burgtheater Wien
- Sappho von Franz Grillparzer – Wiener Festwochen
- Lulu von Frank Wedekind (1981), Sommer von Edward Bond, Trilogie der Ferienzeit von Carlo Goldoni – Schillertheater Berlin
- Das Käthchen von Heilbronn von Heinrich von Kleist (1988), Leonce und Lena von Georg Büchner (1989), Weites Land von Arthur Schnitzler (1992 Gastspiel als russische Erstaufführung in St. Petersburg), Todestanz von August Strindberg – Mannheim
- Amphitryon von Heinrich von Kleist (1982) – Kammerspiele München
- Musik von Frank Wedekind, Der zerbrochne Krug von Heinrich von Kleist – Basel
- Quai West von Bernard Marie Koltès (1988) – Bochum
- Maria Stuart von Friedrich Schiller, Drei Schwestern von Anton Tschechow, Groß und Klein von Botho Strauß – Bremen
- Medea von Euripides – Düsseldorf
- Pioniere in Ingolstadt von Marieluise Fleißer, Onkel Wanja von Anton Tschechow – Frankfurt
- Buschmann und Lena von Athol Fugard, Ein Fest für Boris von Thomas Bernhard – Köln
- Hamlet von William Shakespeare – Wiesbaden
- Nathan der Weise von Gotthold Ephraim Lessing – Wiesbaden
- Wallenstein von Friedrich Schiller – Wiesbaden

### Oper
- Basel: Médée von Marc-Antoine Charpentier
- Berlin, Staatsoper Unter den Linden: Die Brautwahl von Ferruccio Busoni, Der Rosenkavalier von Richard Strauss, What next? von Elliot Carter (UA), Von heute auf morgen von Arnold Schönberg
- Bregenzer Festspiele: Der Protagonist, Royal Palace von Kurt Weill
- Brüssel, Wiener Festwochen (1992): Il barbiere di Siviglia von Gioacchino Rossini
- Düsseldorf: Così fan tutte von Wolfgang Amadeus Mozart
- Essen: Elektra von Richard Strauss, Jenůfa von Leoš Janáček
- Frankfurt: Boulevard Solitude und Das verratene Meer von Hans Werner Henze, Cardillac von Paul Hindemith, Die Eroberung von Mexico von Wolfgang Rihm
- Genf: Lady Macbeth von Mzensk von Dmitri Schostakowitsch, The Turn of the Screw von Benjamin Britten, Der Cornet von Frank Martin, Les mémoires d’une jeune fille triste von Xavier Dayer (UA), Galilée von Michael Jarrell (UA), Die tote Stadt von Erich Wolfgang Korngold, Salome von Richard Strauss
- Hannover: Otello von Giuseppe Verdi
- Köln: Krieg und Frieden von Sergei Prokofjew
- Leipzig: Káťa Kabanová von Leoš Janáček, Die verkaufte Braut von Bedřich Smetana
- Mannheim: Der Zwerg von Alexander von Zemlinsky, Die Hochzeit des Figaro und Don Giovanni von Wolfgang Amadeus Mozart, Amadis des Gaules von Johann Christian Bach, Mitridate von Wolfgang Amadeus Mozart
- München, Staatsoper: Doktor Faust von Ferruccio Busoni
- Paris, Opéra Bastille: Simon Boccanegra von Giuseppe Verdi
- San Francisco: Saint François d’Assise von Olivier Messiaen
- Schwetzinger Festspiele: Il Giustino von Giovanni Legrenzi
- Schwetzingen; Mozartfestspiele: Mitridate, re di Ponto
- Strasbourg: Der fliegende Holländer
- Stuttgart: Die Liebe zu den drei Orangen von Sergei Prokofjew, Turandot von Giacomo Puccini, Il trovatore von Giuseppe Verdi
- Wien, Volksoper: Titus der Milde von Wolfgang Amadeus Mozart (1997), The Consul von Gian Carlo Menotti (1998)
- Wiesbaden, Staatstheater: La traviata von Verdi
- Wiesbaden, Staatstheater: Don Giovanni von Mozart
- Wiesbaden, Staatstheater: Die Sache Makropulos und Aus einem Totenhaus von Leoš Janáček

### Festival-Einladungen
- Berliner Theatertreffen: Maria Stuart, Der zerbrochene Krug
- Wiener Festwochen: Sappho, Il Barbiere di Siviglia
- Maifestspiele Wiesbaden: Die Sache Makropulos und Aus einem Totenhaus

## Autor

### Neufassungen von Opernlibretti
- Die Hochzeit des Figaro – Arcor-Bärenreiter
- Titus der Milde – Volksoper Wien
- Die Liebe zu den drei Orangen – Stuttgart
- Katja Kabanowa – Leipzig
- Krieg und Frieden – Köln

### Drehbuch
- Ein Haus für uns – ARD-Fernsehspiel

## Filmografie

### Filme

#### Kinofilme
- 1973: Die Reise nach Wien
- 1986: Wohin und zurück – Teil 3: Welcome in Vienna
- 1992: Meine Tochter gehört mir
- 2006/07: Septem (Regie: Bernhard Zimmel)
- 2009: Conversations à Rechlin (Regie: Francois Dupeyron)
- 2018: Alltag (Kurzfilm, Regie: Rebecca Hirneise)

#### Fernsehfilme
- 1970: Unternehmer (Regie: Eberhard Itzenplitz)
- 1974: Der Pendler (Regie: Hartmut Griesmayr)
- 1974: Lohn und Liebe (Regie: Marianne Lüdcke)
- 1974: Der Tod der Schneevögel (Regie: Eberhard Itzenplitz)
- 1978: Grüß Gott, ich komm von drüben (Regie: Tom Toelle)
- 1982: Einer von uns (Regie: Eberhard Itzenplitz)
- 1985: Bartolome oder Die Rückkehr der weißen Götter (Regie: Eberhard Itzenplitz)
- 1985: Der Fehler des Piloten (Regie: Hartmut Griesmayr)
- 1987: Dies Bildnis ist zum Morden schön (Regie: Günter Gräwert)
- 1988: Chaos am Gotthard (Regie: Urs Egger)
- 1988: Einstweilen wird es Mittag (Regie: Karin Brandauer)
- 1990: Rudolfo (Regie: Beate Klöckner)
- 1990: Das zweite Leben (Regie: Carlo Rola)
- 1992: Softwar (Regie: Michael Lang)
- 1992: Der Affe Gottes (Regie: Karl Fruchtmann)

### Fernsehen
- 1974: Ein Haus für uns (Fernsehserie, 2 Folgen)
- 1978: Tatort: Zürcher Früchte (Fernsehreihe)
- 1985: Ein Fall für zwei: Scheidung in Weiß (Fernsehserie, 1 Folge)
- 1985: Tatort: Das Haus im Wald (Fernsehreihe)
- 1986: Tatort: Leiche im Keller (Fernsehreihe)
- 1989: Großstadtrevier (Fernsehserie, Folge: Zielschuss Rot)
- 1991: Schwarz Rot Gold (Fernsehserie, Folge: Schmutziges Gold)
- 1992: Auf Achse (Fernsehserie, Folge: Ein Rivale aus alten Tagen)
- 1992: Wolffs Revier (Fernsehserie, Folge: Verbrecher sind nicht pünktlich)
- 1993: Ein Fall für zwei (Fernsehserie, Folge: Tod eines Künstlers)
- 1995: Alles außer Mord (Fernsehserie, Folge: Blutiger Ernst)